# Bad Waltersdorf Open 2024
Il Bad Waltersdorf Open 2024 è stato un torneo maschile di tennis professionistico. È stata la 2ª edizione del torneo, facente parte della categoria Challenger 125 nell'ambito dell'ATP Challenger Tour 2024, con un montepremi di 148 000 €. Si è giocato dal 16 al 22 settembre 2024 sui campi in terra rossa del Sportaktivpark Bad Waltersdorf di Bad Waltersdorf, in Austria.

## Partecipanti

### Teste di serie
| Nazionalità | Giocatore            | Ranking* | Testa di serie |
| ----------- | -------------------- | -------- | -------------- |
| Spagna      | Jaume Munar          | 74       | 1              |
| Brasile     | Thiago Monteiro      | 76       | 2              |
| Argentina   | Federico Coria       | 79       | 3              |
| Brasile     | Thiago Seyboth Wild  | 98       | 4              |
| Italia      | Francesco Passaro    | 106      | 5              |
| Serbia      | Laslo Đere           | 121      | 6              |
| Spagna      | Albert Ramos Viñolas | 126      | 7              |
| Colombia    | Daniel Elahi Galán   | 130      | 8              |

* Ranking al 9 settembre 2024.

### Altri partecipanti
I seguenti giocatori hanno ricevuto una wild card per il tabellone principale:
- Sandro Kopp
- Lukas Neumayer
- Joel Josef Schwärzler

I seguenti giocatori sono entrati in tabellone come alternate:
- Federico Arnaboldi
- Geoffrey Blancaneaux
- Filip Misolic
- Dennis Novak
- Carlos Taberner

I seguenti giocatori sono passati dalle qualificazioni:
- Jan Choinski
- Mika Brunold
- Michael Vrbenský
- Tim Handel
- Cem İlkel
- David Pichler

I seguenti giocatori sono entrati in tabellone come lucky loser:
- Kilian Feldbausch
- Nino Serdarušić

## Punti e montepremi
| Torneo    | Torneo              | V      | F      | SF    | QF    | 2T    | 1T    | Q | Q2  | Q1  |
| Singolare | Punti               | 125    | 64     | 35    | 16    | 8     | 0     | 5 | 3   | 0   |
| Singolare | Premi in denaro (€) | 19 650 | 11 570 | 6 850 | 3 990 | 2 345 | 1 420 | – | 710 | 355 |
| Doppio    | Punti               | 125    | 64     | 35    | 16    | –     | 0     | – | –   | –   |
| Doppio    | Premi in denaro (€) | 8 420  | 4 900  | 2 940 | 1 750 | –     | 990   | – | –   | –   |

## Campioni

### Singolare
Jaume Munar ha sconfitto in finale  Thiago Seyboth Wild con il punteggio di 6–2, 6–1.

### Doppio
Petr Nouza /  Patrik Rikl hanno sconfitto in finale  Guido Andreozzi /  Sriram Balaji con il punteggio di 6–4, 4–6, [10–5].